# CILANE
CILANE (též C.I.L.A.N.E., nebo Cilane, francouzsky La Commission d’information et de liaison des associations de noblesse d'Europe – Výbor pro informace a komunikaci evropských šlechtických sdružení), je název organizace založené v roce 1959 v Paříži, sdružující evropské šlechtické svazy. Slouží ke spojení a výměně informací mezi jednotlivými členy a pro práci s šlechtickými mládežnickými organizacemi. Úředním jazykem organizace je francouzština.

## Historie
Organizace byla založena 29. dubna 1959 v Paříži zástupci francouzských, německých, rakouských, italských a ruských šlechtických organizací. V roce 1987 přistoupili také zástupci šlechtických svazů Belgie, Španělska, Švýcarska, Portugalska, a Rakušané naopak vystoupili.
V roce 1990 přistoupili zástupci Švédska, v roce 1996 zástupci Finska, Nizozemska a papežské šlechty (Vatikán). V roce 2006 přistoupili zástupci maďarské (resp. uherské) šlechty a roku 2008 zástupci Malty.

## Členové sdružení
- Belgie: Association de la Noblesse du Royaume de Belgique (ANRB)
- Dánsko: Dansk Adels-Forening (DAF)
- Německo: Vereinigung der Deutschen Adelsverbände (VdDA)
- Finsko: Maison de la Noblesse Finlandaise-Riddarhuset
- Francie: Association d’Entreaide de la Noblesse Française (ANF)
- Itálie: Corpo della Nobilita Italiana (CM)
- Malta: Committee of Privileges of the Maltese Nobility (přijato v dubnu 2008)
- Nizozemsko: Nederlands Adelvereniging (NAV)
- Vatikán: Réunion de la Noblesse Pontificale (RNP)
- Portugalsko: Associação da Nobreza Histórica Portugal (ANHP)
- Rusko: Союз Дворян – Union de la Noblesse Russe (UNR)
- Spojené království: Commission and Association for Armigerous Families of Great Britain (AFGB)
- Švédsko: Maison de la Noblesse Suédoise-Riddarhuset
- Švýcarsko: Association de Familles Suisses (AFS)
- Španělsko: Real Asociación de Hidalgos de España (AHE)
- Maďarsko: Magyar Történelmi Családok Egyesülete (přijato v říjnu 2006)

### Kandidátská sdružení[1]
- Slovensko: Aristokratické združenie Slovenska
- Gruzie: Association de la noblesse géorgienne
- Litva: Lietuvos Bajorų Karališkoji Sąjunga
- Polsko: Polskie Towarzystwo Ziemiańskie